# Браянс-Роуд (Меріленд)
Браянс-Роуд (англ. Bryans Road) — переписна місцевість (CDP) в США, в окрузі Чарлз штату Меріленд. Населення — 8650 осіб (2020). Густота населення становить 180 чол/км².
- Телефонний код міста  — 301
- Поштовий індекс  — 20616
- FIPS-код міста  — 24-10925[2]
- GNIS-ідентифікатор   — 0589840[3]

## Географія
Браянс-Роуд розташований за координатами 38°36′18″ пн. ш. 77°5′28″ зх. д. / 38.60500° пн. ш. 77.09111° зх. д. (38.604866, -77.091096).  За даними Бюро перепису населення США в 2010 році переписна місцевість мала площу 39,84 км², з яких 39,84 км² — суходіл та 0,00 км² — водойми.

## Демографія
Згідно з переписом 2010 року, у переписній місцевості мешкали 7244 особи в 2504 домогосподарствах у складі 1849 родин. Густота населення становила 182 особи/км².  Було 2694 помешкання (68/км²).
Расовий склад населення:
| - 56,9 % — чорних або афроамериканців - 34,0 % — білих - 3,0 % — азіатів - 1,0 % — корінних американців - 0,1 % — вихідців з тихоокеанських островів - 1,0 % — осіб інших рас |

До двох чи більше рас належало 4,0 %. Частка іспаномовних становила 3,8 % від усіх жителів.
За віковим діапазоном населення розподілялося таким чином: 27,1 % — особи молодші 18 років, 62,5 % — особи у віці 18—64 років, 10,4 % — особи у віці 65 років та старші. Медіана віку мешканця становила 37,2 року. На 100 осіб жіночої статі у переписній місцевості припадало 92,4 чоловіків;  на 100 жінок у віці від 18 років та старших — 89,8 чоловіків також старших 18 років.
Середній дохід на одне домашнє господарство  становив 93 498 доларів США (медіана — 79 167), а середній дохід на одну сім'ю — 100 572 долари (медіана — 93 583). Медіана доходів становила 57 397 доларів для чоловіків та 54 838 доларів для жінок. За межею бідності перебувало 7,2 % осіб, у тому числі 12,0 % дітей у віці до 18 років та 6,3 % осіб у віці 65 років та старших.
Цивільне працевлаштоване населення становило 3577 осіб. Основні галузі зайнятості: науковці, спеціалісти, менеджери — 19,2 %, освіта, охорона здоров'я та соціальна допомога — 17,4 %, публічна адміністрація — 16,6 %.